# Pulsarella fultoni
Pulsarella fultoni is een slakkensoort uit de familie van de Borsoniidae. De wetenschappelijke naam van de soort is voor het eerst geldig gepubliceerd in 1888 door Sowerby III.